# Cardiss Collins
Cardiss Hortense Collins, nata Robertson (Saint Louis, 24 settembre 1931 – 3 febbraio 2013), è stata una politica statunitense, membro della Camera dei Rappresentanti per lo stato dell'Illinois dal 1973 al 1997.

## Biografia
Nata nello stato del Missouri, Cardiss Robertson si trasferì a Chicago dalla nonna per frequentare i corsi serali alla Northwestern University. Dopo gli studi sposò George W. Collins e lo aiutò nel suo percorso politico.
Nel 1970 il marito divenne deputato alla Camera dei Rappresentanti e due anni dopo venne rieletto; poco più di un mese dopo l'uomo morì in un incidente aereo prima di insediarsi e la vedova decise di candidarsi per le elezioni speciali che avrebbero decretato il suo successore. La Collins venne eletta, divenendo la prima donna afroamericana a rappresentare lo stato dell'Illinois al Congresso.
Durante la sua permanenza alla Camera, Cardiss Collins fu impegnata soprattutto nella difesa dei diritti delle donne e delle minoranze. Aderì al Congressional Black Caucus e ne fu presidente fra il 1979 e il 1981.
Nel 1996 la Collins decise di non chiedere la rielezione e lasciò il Congresso dopo ventiquattro anni.